# Levitonius mirus
Levitonius mirus — вид змій з родини Cyclocoridae, ендемік Філіппін. Вид описаний та проілюстрований з островів Самар та Лейте. Молекулярні дані підтримують новий рід, який найбільш тісно пов'язаний з Oxyrhabdium і Myersophis.

## Опис
Вид має максимальну загальну довжину 172 мм і на сьогодні є найменшим відомим видом в Elapoidea. Луска гладка, райдужна. Базовий колір спини може бути від світло-коричневого до майже чорного. Є одна бліда поперечна смуга на задній частині голови. Бліда середньовентральна лінія є або нема.

## Середовище проживання
Усі три зразки були зібрані між 187–490 м н.р.м. Усі зразки були зібрані шляхом згрібання фосоріальних середовищ існування (пухкий ґрунт під гнилими колодами, підстилка листя тощо).

## Етимологія
Родовою назвою вшановано численні внески та відданість Алана Е. Левітона вивченню систематики філіппінських змій. Видовий епітет лат. mirus — прикметник, який означає несподівану знахідку чи несподіванку.